# Louise Marie Thérèse Stuart
Louise Marie Thérèse Stuart (appelée Louisa Maria Teresa en anglais, née le 28 juin 1692 et morte le 18 avril 1712), appelée la Princesse royale par les jacobites, est le dernier enfant de Jacques VII d'Écosse, devenu roi d'Angleterre et d'Irlande sous le nom de Jacques II (1633-1701), et de la seconde épouse de celui-ci, la reine Marie de Modène.
Un document de la Royal Stuart Society surnomme Louise Marie Princess over the Water (« Princesse par-dessus l'eau »), une allusion au titre informel de King over the Water (« Roi par-dessus l'eau ») des prétendants jacobites, dont aucune n'eut d'autre fille légitime,.

## Naissance

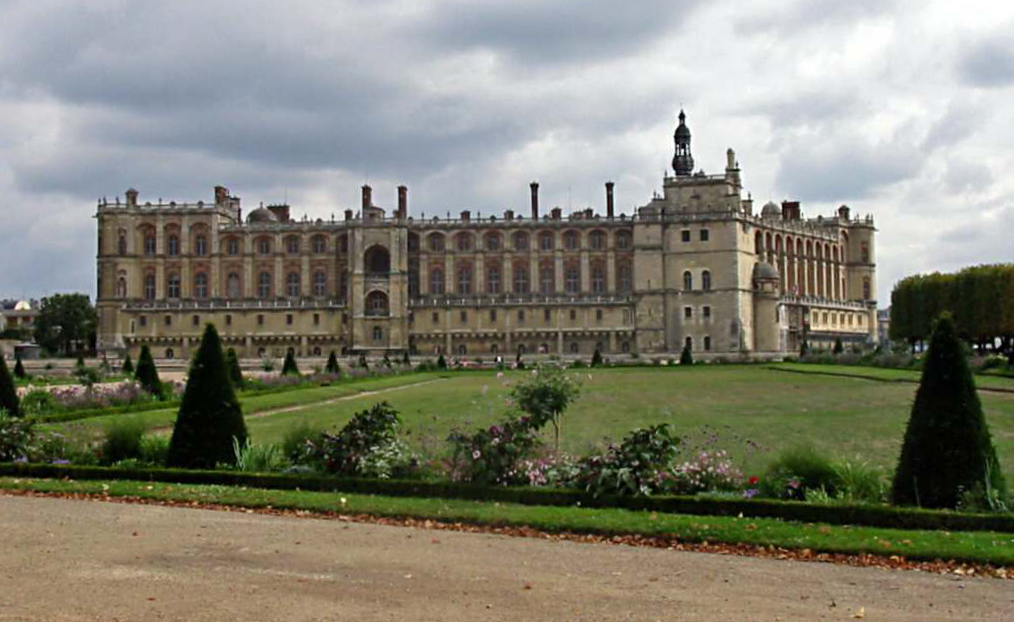
Château de Saint-Germain-en-Laye

Louise Marie est née en 1692, à Saint-Germain-en-Laye, durant l'exil de ses parents, entamé en 1689. En raison de l'énorme polémique qui avait entouré la naissance de son frère, Jacques François (James Francis Edward en anglais), pour laquelle la famille avait été accusée d'avoir substitué un bébé à un enfant mort-né, Jacques II envoie des lettres d'invitation à assister à la naissance non seulement à sa fille, la reine Marie II en personne, mais aussi à un grand nombre d'autres dames de la noblesse protestante anglaise. De tous ses frères, sœurs, et demi-frères et sœurs, seuls quatre ont survécu à la petite enfance : Louise Marie, son frère Jacques François et ses demi-sœurs, les reines Marie II et Anne. Marie est morte alors que Louise Marie était encore un petit enfant, mais elle est restée en bons termes avec sa demi-sœur Anne.
L'historien whig Thomas Babington Macaulay a, plus tard, commenté les précautions prises par Jacques II :

« Si certains de ces témoins avaient été invités au palais Saint James au matin du 10 juin 1688, la Maison Stuart régnerait peut-être, maintenant, dans notre île. Mais il est plus facile de garder une couronne que d'en regagner une. Il est peut-être vrai qu'une fable calomnieuse a fait beaucoup pour provoquer la Révolution. Mais cela n'entraîne en aucun cas que la réfutation la plus complète de cette fable provoquerait une Restauration. Pas une seule dame a n'a franchi la mer pour répondre à l'appel de Jacques. Sa Reine a accouché saine et sauve d'une fille ; mais cet événement n'a produit aucun effet perceptible sur l'état de l'opinion publique en Angleterre. »

La princesse reçoit les prénoms de Louisa et de Maria lors de son baptême, tandis que Teresa (parfois écrit Theresa) a été ajouté plus tard, au moment de sa confirmation. Elle a été appelée Louisa en l'honneur de Louis XIV, qui a agi comme son parrain. Sa marraine est la belle-sœur du roi, Élisabeth Charlotte, princesse Palatine, duchesse d'Orléans.
Après la naissance, Jacques II déclare que Louise Marie avait été envoyé par Dieu comme une consolation pour ses parents au moment de leur détresse, et plus tard, elle a été souvent appelée La Consolatrice.

## Biographie

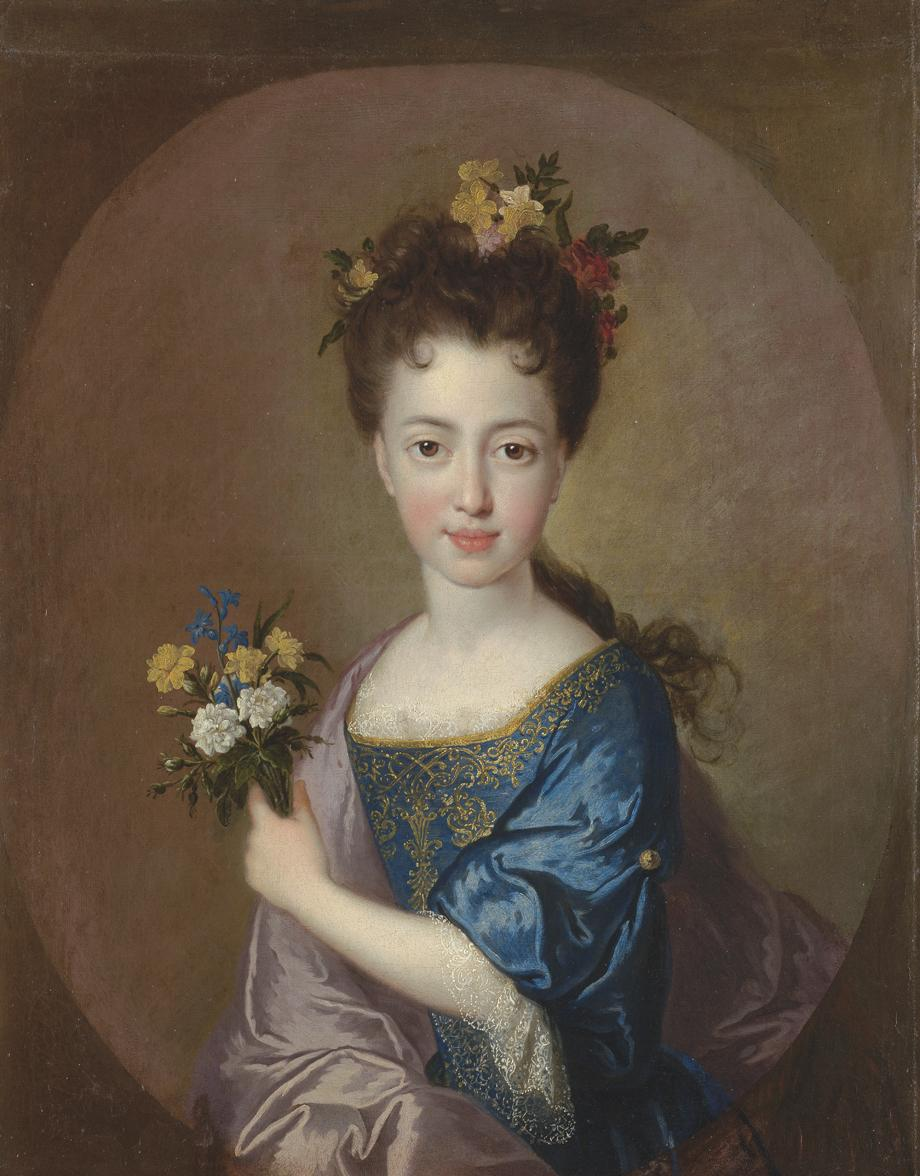
Portrait de Louise Marie par François de Troy, vers 1705.

Louise est la seule parmi les frères et sœurs du prince Jacques François, le « Vieux Prétendant », à survivre à la petite enfance, et a quatre ans de moins que lui. Les deux grandissent ensemble en France.
Le tuteur de Louise est un prêtre catholique anglais, le père Constable, qui lui apprend le latin, l'histoire et la religion. Elle a également eu une gouvernante, la comtesse de Middleton, l'épouse du pair Jacobite Charles, 2e comte de Middleton. James Drummond, 4e comte de Perth, un autre pair Jacobite vivant en France, a fait l'éloge de la bienveillance naturelle de l'enfant.

Lors de l'été 1701, le roi Jacques est gravement malade, et s'absente loin de Saint Germain suivre un traitement médical, accompagné de son épouse. Toutefois, en juin, les deux reviennent à la maison pour les anniversaires de leurs deux enfants. Deux mois plus tard, Jacques II est victime d'un accident vasculaire cérébral, meurt moins de deux semaines plus tard, le 16 septembre. Il est encore capable de parler quand ses enfants lui rendent visite pour la dernière fois, et il dit à Louise Marie : 

« Adieu, mon cher enfant. Servez votre créateur pendant les jours de votre jeunesse. Considérez la vertu comme le plus grand ornement de votre sexe. Suivez-en de près le grand modèle, votre mère, qui a été, non moins que moi, assombrie par la calomnie. Mais le temps, la mère de la vérité, pourra, j'espère, finalement rendre sa vertu aussi brillante que le soleil. »

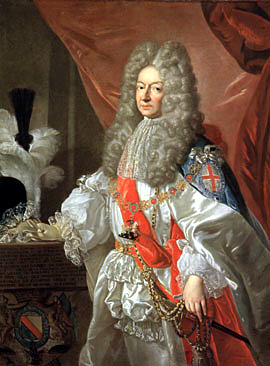
Antonin Nompar de Caumont, tuteur de Louise Marie, par Alexis Simon Belle.

Peu après la mort de Jacques II, Louis XIV proclame Jacques François roi d'Angleterre, d'Écosse et d'Irlande, et il a également été officiellement reconnu comme roi par l'Espagne, les États pontificaux et Modène. Lui et sa sœur Louise Marie ont été transférés à Passy, aux bons soins d'Antonin Nompar de Caumont et son épouse, avec Lady Middleton confirmée comme gouvernante de Louise Marie.
En 1705, à l'âge de treize ans, Louise Marie est l'invité d'honneur lors d'un bal au château de Marly, en étant précédée, selon le protocole, seulement par Louis XIV lui-même, par sa propre mère, la reine Marie, et par son frère Jacques François Edward, considéré par Louis comme un roi.
Le 23 mars 1708, après un retard dû à la rougeole, le jeune Jacques tente un débarquement sur le sol écossais, dans l'estuaire de la Forth, soutenu par une flotte de navires français. Cependant, cette tentative est empêchée par une escadre de la Royal Navy dirigée par l'amiral Byng.
Louise Marie apprécie la danse et l'opéra, et est devenue populaire à la cour de France. Deux prétendants sont évoqués pour elle, avec Charles, duc de Berry, petit-fils de Louis XIV, et le roi Charles XII de Suède. Aucun des deux éventuels mariages ne se concrétise, le premier apparemment en raison de situation politique équivoque de Louise Marie, et le second parce que le jeune roi de Suède n'était pas un catholique romain.
Louise était profondément touchée que les Jacobites en exil aient fait d'énormes sacrifices pour sa famille, et elle a elle-même payé pour que les filles de beaucoup d'entre eux puissent recevoir une éducation. Elle ne fait pas en la matière de distinction entre les catholiques et les protestants, en soutenant les filles des deux religions.

## Mort

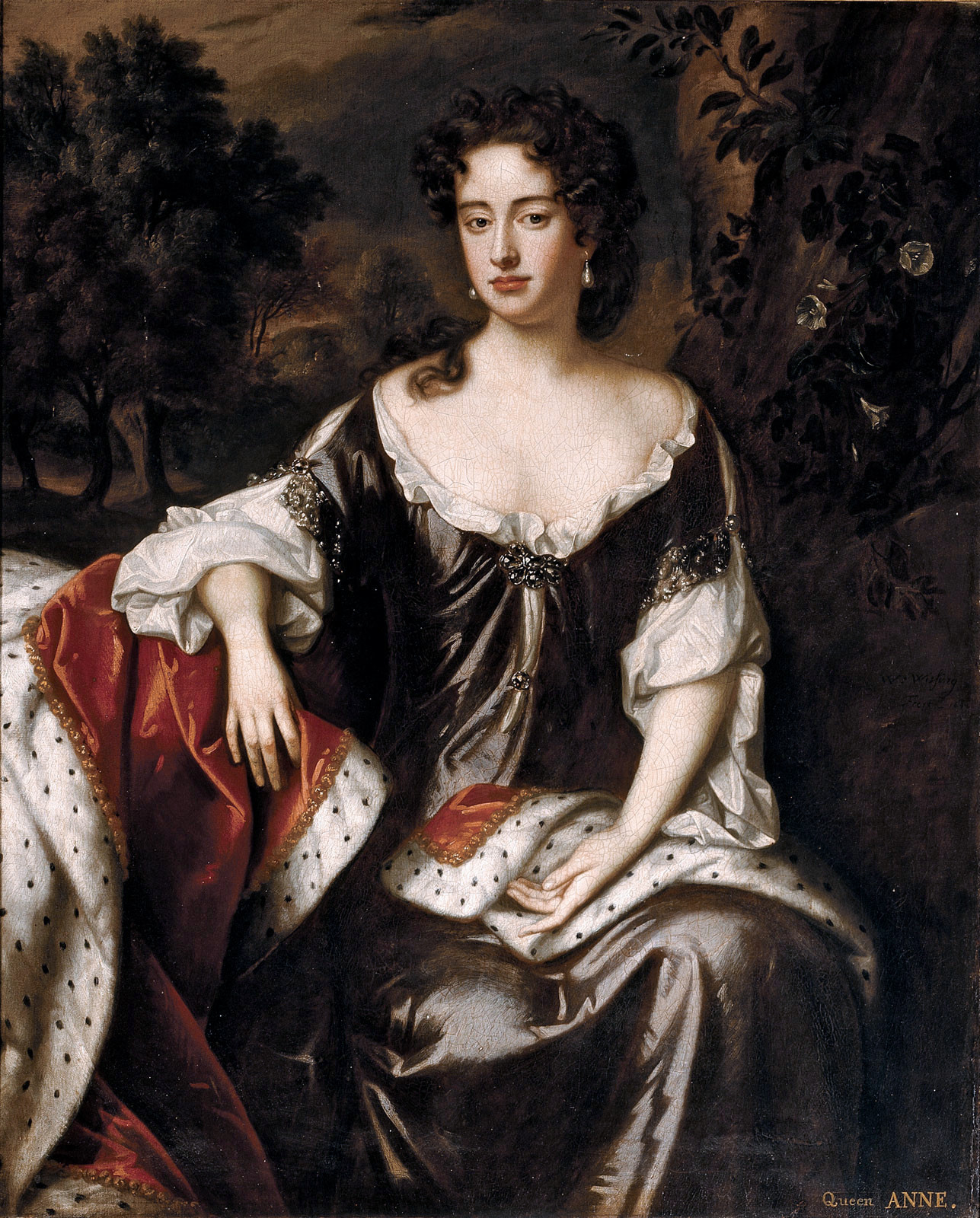
La reine Anne, demi-sœur de Louise Marie.

En avril 1712, Jacques François et sa sœur sont atteints de la variole. Alors que le « Vieux Prétendant » en réchappe, Louise Marie meurt le 18 avril, et est enterrée aux côtés de son père dans l'église des Bénédictins anglais à Paris.

À propos de la mort de la Princesse, un noble français écrit à un ami d'Utrecht  : 

« Mon Seigneur, je vous envoie par ces mots les tristes et déplorables nouvelles de la mort de la Princesse royale d'Angleterre qui est morte de la variole le 18 de ce mois à Saint-Germain dont elle était un des plus grands ornements de la cour meurtrie, et était l'admiration de toute l'Europe ; jamais princesse n'a été si universellement regrettée. Sa mort a rempli la France entière de soupirs, de gémissements et de larmes. Elle était une princesse d'une contenance et d'un port majestueux ; chaque mouvement évoquait la grandeur, chaque action était simple et sans aucune affectation ou bassesse, et la proclamait héroïne descendue de la longue race de tant de héros paternels et maternels… »

William Legge, 1er comte de Dartmouth, le secrétaire d'État britannique, écrit à son tour : 

« La reine Anne m'a montré une lettre, écrite de la propre main du roi de France, sur la mort de sa sœur, dans laquelle il y avait l'estime la plus haute qui n'ait jamais été donné à une princesse de son âge. M. Richard Hill est venu me voir aussitôt après avoir quitté le comte de Godolphin... avec ces nouvelles, et a dit que c'était le pire qui soit jamais arrivé à l'Angleterre. Je lui ai demandé pourquoi il pensait ainsi. Il a dit qu'il aurait été heureux si cela avait été son frère ; car alors la reine aurait pu la faire venir auprès d'elle et la marier au prince George, qui ne pourrait avoir aucune prétention pendant sa propre vie ; ce qui aurait plu à chaque homme honnête dans le royaume et mis un terme à tous les conflits pour l'avenir. »

Madame de Maintenon, la seconde épouse morganatique de Louis XIV, écrit à propos de la réaction de Marie de Modène à la mort de Louise Marie : 

« J'ai eu l'honneur de passer deux heures avec la reine d'Angleterre, qui est l'image même de désolation. La princesse était devenue son amie et son unique consolation »

Dans son Histoire de l'Église d'Écosse (1845), Thomas Stephen dit de la défunte : 

« Le 12 avril cette année, la princesse Louise Marie Thérèse, la plus jeune fille du dernier roi Jacques, est morte de la variole à Saint-Germain, au regret de beaucoup en Angleterre, même de ceux qui ont été hostiles aux réclamations de son frère. Elle a été tenue en haute estime par ceux qui ont eu l'occasion de l'apprécier, et était une princesse justement estimée pour son esprit et toutes ces qualités dignes de sa haute naissance »

Comme beaucoup d'autres églises de Paris, l'église des Bénédictins anglais a été profanée et vandalisée pendant la Révolution française. Selon un texte de Jules Janin, écrit en 1844, les restes de la princesse Louise Marie et de son père, le roi Jacques II, reposent depuis à l'hôpital militaire du Val-de-Grâce.

## Portraits

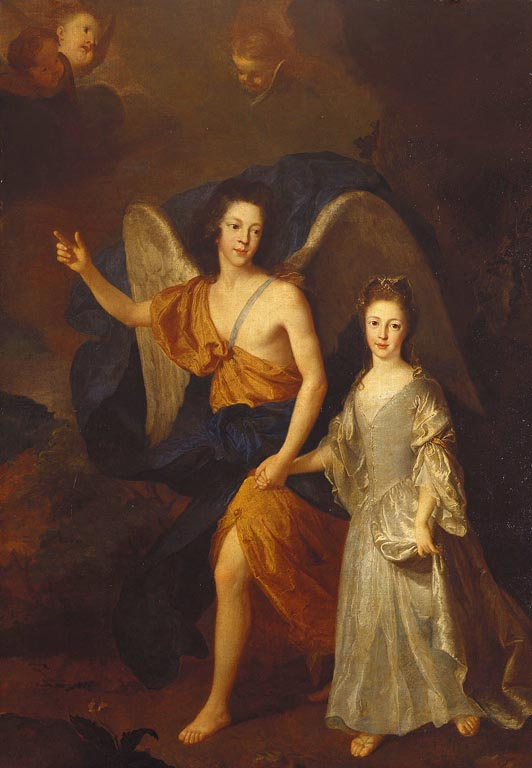
Portrait de Louise Marie et son frère Jacques François par Alexis Simon Belle, vers 1699.

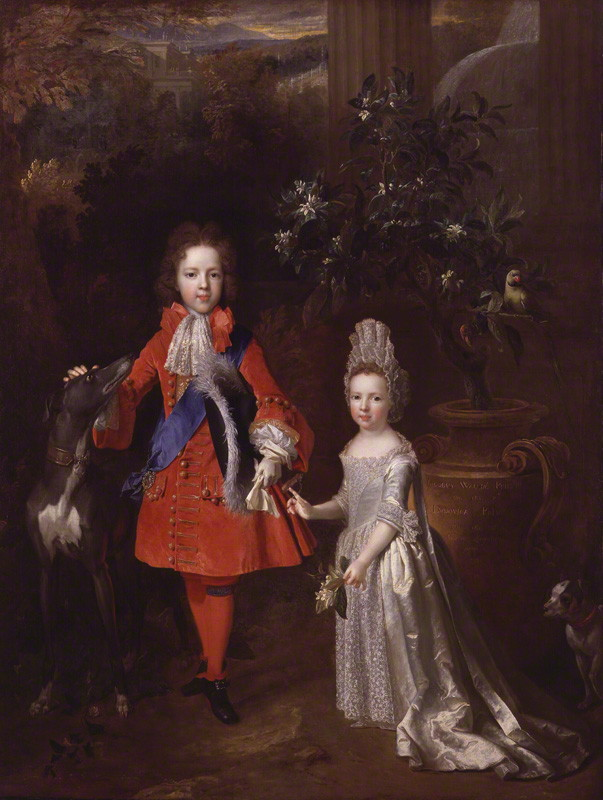
Le Prince de Galles et la Princesse sa Sœur, gravure de Louise Marie et son frère d'après le portrait de Nicolas de Largillière, 1695.

Plusieurs portraits de Louise Marie subsistent. Parmi ceux où Louise Marie figure seule, un d'entre eux est l'œuvre de François de Troy, réalisé vers 1705, tandis qu'un autre, peint vers 1704, est attribué à Alexis Simon Belle et se trouve dans la National Portrait Gallery, à Londres. On trouve aussi à cet endroit un portrait de Louise Marie avec son frère Jacques François peint en 1695 par Nicolas de Largillière. Cette œuvre est reproduite sur une gravure en manière noire réalisée par John Smith et publié en 1699. Un portrait allégorique de Jacques François Édouard et de sa sœur Louise Marie, montrant le prince comme un ange gardien guidant sa sœur sous le regard des chérubins, peint en 1699 et également attribué à Alexis Simon Belle, figure maintenant dans la Royal Collection,. Un portrait avec un chien, un cavalier King Charles Spaniel, a été gravé avec de la manière noire par Bernard Lens Lentille II et publié vers 1700.

## Dans la littérature
La princesse Louise apparaît à l'âge de douze ans dans le roman picaresque d'Eliza Haywood The Fortunate Foundlings (1744). Haywood dit de Louise : 

« ...les dames qui l'assistaient étaient toutes quasiment du même âge ; et pour montrer le respect que les Français avait pour cette famille royale, bien que dans l'infortune, elles étaient aussi les filles de personnes dont la naissance et la fortune auraient pu faire honneur au service de la plus grande impératrice du monde... par sa beauté, la princesse elle-même était considérée comme un Prodige. »

## Homonymes
Le prénom de Louise Marie Thérèse a été utilisé par la suite pour Luisa, Maria Teresa de Parme (1751-1819), reine consort de Charles IV d'Espagne, de Louise Marie Thérèse de France, fille aînée de Charles-Ferdinand, duc de Berry, duchesse et régente de Parme, Plaisance et Guastalla (1819-1864) et de Louise Marie Thérèse Charlotte Isabelle d'Orléans, fille du roi Louis-Philippe de France et reine de Belgique, en tant qu'épouse de Léopold Ier.

## Ascendance
Sources
- (en) Leo van de Pas, « Ancestors of Louisa Maria Theresa, Princess of England, Scotland and Ireland », sur worldroots.com (consulté le 13 février 2008) (archives) ; ce site présente ses sources.
- (en) A. C. Addington, The Royal House of Stuart, Londres, 1976, 3e éd. (1re éd. 1969).